# 少輻光蟾魚
少輻光蟾魚（学名：Porichthys pauciradiatus），為輻鰭魚綱蟾魚目蟾魚科的其中一種，分布於西大西洋區，包括哥斯大黎加、巴拿馬、巴西等海域，棲息深度2-9公尺，為底棲性魚類。

## 外部連結
少輻光蟾魚的圖片
少輻光蟾魚的圖片 （页面存档备份，存于）